# Aleksandr Gierasimow (siatkarz)
Aleksandr Gierasimow (ros. Александр Герасимов) (ur. 22 stycznia 1975 w Omsku) – rosyjski siatkarz, były reprezentant Rosji. Gra na pozycji atakującego. Obecnie występuje w rosyjskiej Superlidze, w drużynie Lokomotiw Izumrud Jekaterynburg.

## Kariera
- 1993–2001  U3 Jekaterynburg
- 2001–2002  Volley Perugia
- 2002–2003  Volley Trieste
- 2003–2007  Lokomotiw Jekaterynburg
- 2007–2008  Dynamo Kazań
- 2009-  Lokomotiw Jekaterynburg

## Sukcesy

### Reprezentacyjne
- 1999:  Wicemistrzostwo Europy
- 1998, 2000:  Srebrny medal Ligi Światowej
- 2000:  Srebrny medal Igrzysk Olimpijskich
- 2001:  Brązowy medal Ligi Światowej
- 2001:  Brązowy medal Mistrzostw Europy
- 2002:  Zwycięstwo w Lidze Światowej
- 2002:  Wicemistrzostwo Świata

### Klubowe
- 1999:  Mistrzostwo Rosji
- 1997, 1998, 2000, 2001:  Wicemistrzostwo Rosji
- 2008:  Brązowy medal o mistrzostwo Rosji
- 1999, 2000, 2007:  Puchar Rosji
- 2008:  Zwycięstwo w Lidze Mistrzów

## Nagrody indywidualne
- 2-krotny zdobywca nagrody im. A.Kuzniecowa dla najlepszego siatkarza sezonów 1999/2000, 2000/2001,  w rosyjskiej Superlidze